# Hovedstaden
Hovedstaden je danska regija koja obuhvaća prostor glavnog grada Kopenhagena s okolicom (sjever otoka Zelanda) i otok Bornholm. Bornholm pripada Danskoj iako se nalazi izvan prostora Danskog arhipelaga (nalazi se u Baltičkom moru između Švedske i Poljske). Kopenhagen, Bornholm i grad Frederiksborg su do 2007. imali posebnu samoupravu, a tada su nakon reforme državne uprave u Danskoj uključeni u novostvorenu regiju Hovedstaden.
Hovedstaden se nalazi vrlo blizu švedske obale uz morski prolaz Øresund. Daleko najveći grad pokrajine je Kopenhagen, ali je glavni grad Hillerød. Ostali veći gradovi su Frederiksborg i Helsingør (poznat po Hamletovom dvorcu).

## Općine
| - Albertslund - Allerød - Ballerup - Bornholm - Brøndby - Kopenhagen - Dragør - Egedal - Fredensborg - Frederiksberg - Frederikssund - Furesø - Gentofte - Gladsaxe - Glostrup | - Gribskov - Halsnæs - Helsingør - Herlev - Hillerød - Hvidovre - Høje-Taastrup - Hørsholm - Ishøj - Lyngby-Taarbæk - Rudersdal - Rødovre - Tårnby - Vallensbæk |